# Eddie Gómez
Edgar Gómez (ur. 4 października 1944 w Santurce w zespole miejskim San Juan) – portorykański kontrabasista jazzowy, zamieszkały w Stanach Zjednoczonych. 

## Życiorys
Będąc dzieckiem, przeprowadził się z rodziną z Portoryko do Nowego Jorku, gdzie się wychował. W wieku jedenastu lat zaczął grać na kontrabasie w placówce miejskiego systemu edukacji muzycznej. Dwa lata później rozpoczął naukę w New York City High School of Music & Art.
Od 1959 do 1961 grał w The Newport Youth Band, prowadzonej przez puzonistę wentylowego, bandlidera i nauczyciela muzyki – Marshalla Browna. Studiował w Juilliard School, którą ukończył w 1963.
W czasie kariery współpracował z największymi postaciami jazzu, takimi jak trębacze Miles Davis, Dizzy Gillespie i Buck Clayton, pianiści Bill Evans, Marian McPartland, Paul Bley, Herbie Hancock i Chick Corea, saksofoniści Gerry Mulligan i Wayne Shorter, perkusista Tony Williams oraz „Król Swingu”, klarnecista Benny Goodman. Renomę przyniosła mu jedenastoletnia (1966-1977) praca w Bill Evans Trio, z którym występował w całych Stanach Zjednoczonych oraz Europie i Azji. Nagrał z nim wiele płyt, z których dwie zdobyły nagrody Grammy. Występował także z zespołami: The Manhattan Jazz Quintet i jazz-rockowym Steps Ahead.
Jest ceniony jako akompaniator dzięki szybkiemu refleksowi potrzebnemu podczas improwizowanej gry w małych składach oraz jej elastyczności. Oprócz pracy w studiu w roli sidemana, nagrywał także jako lider dla wytwórni: Columbia, Projazz i Stretch. W ostatnich latach współprowadził zespół z pianistą Markiem Kramerem.
W maju 2013 Berklee College of Music uhonorował go tytułem doktora honoris causa w dziedzinie muzyki. Uroczystość miała miejsce w hiszpańskiej Walencji i odbyła się po raz pierwszy, na nowym wówczas, międzynarodowym kampusie uczelni.

## Wybrani muzycy, z którymi nagrywał
John Abercrombie, Paul Bley, Joanne Brackeen, Randy Brecker, Bill Bruford, Joe Chambers, Billy Cobham, Chick Corea, Jack DeJohnette, Eliane Elias, Peter Erskine, Bill Evans, Art Farmer, Michael Franks, Art Garfunkel, Tim Hardin, Billy Hart, Richie Havens, Terumasa Hino, Freddie Hubbard, Bob James, Hank Jones, Lee Konitz, Mark Kramer, Kronos Quartet, Dave Liebman, Mike Mainieri, Melissa Manchester, Herbie Mann, Tânia Maria, Hugh Masekela, Paul McCandless, Jay McShann, Charles Mingus, Gerry Mulligan, Claus Ogerman, Michel Petrucciani, Emily Remler, John Scofield, Ben Sidran, Carly Simon, Spyro Gyra, Jeremy Steig,  Steps Ahead, Ira Sullivan,  Ralph Towner, McCoy Tyner, Bennie Wallace

## Wybrana dyskografia

### Jako lider lub współlider
- 1976 Down Stretch (Trio Records)
- 1984 Gomez (Denon Records)
- 1986 Mezgo (Epic)
- 2007 From Miles – Chick Corea–Eddie Gomez–Jack DeJohnette (Stretch Records)

### Jako sideman
Z Chickiem Coreą
- 1976 The Leprechaun (Polydor)
- 1978
  - The Mad Hatter (Polydor)
  - Friends (Polydor)
- 1981 Three Quartets (Warner Bros.)
- 2007 The Boston Three Party (Stretch Records)
- 2012 Further Explorations (Concord Jazz)

Z Billem Evansem
- 1967 A Simple Matter of Conviction (Verve)
- 1968 Bill Evans at the Montreux Jazz Festival (Verve)
- 1969 What's New – Bill Evans with Jeremy Steig (Verve)
- 1970 Montreux II (CTI)
- 1971
  - From Left to Right (MGM Records)
  - The Bill Evans Album (Columbia)
- 1972 Living Time – Bill Evans–George Russell Orchestra (Columbia)
- 1974
  - The Tokyo Concert (Fantasy)
  - Symbiosis (MPS)
- 1975
  - Intuition (Fantasy)
  - Montreux III (Fantasy)
- 1976 Since We Met (Fantasy)
- 1978 Crosscurrents (Fantasy)
- 1980
  - Autumn Leaves (Lotus)
  - I Will Say Goodbye (Fantasy)
  - You Must Believe in Spring (Warner Bros.)
- 1981
  - Quiet Now (Affinity)
  - Re: Person I Knew (Fantasy)
- 1982
  - California Here I Come (Verve)
  - Eloquence (Fantasy)
- 1984 Bill Evans – From the 70’s(Fantasy)
- 1987 Jazzhouse (Milestone Records)
- 1988 You're Gonna Hear From Me (Milestone)
- 1989
  - Bill Evans Trio – Live In Europe, Vol. I (EPM Musique)
  - Bill Evans Trio – Live In Europe, Vol. II (EPM Musique)
  - Live In Paris, 1972, Vol. 3 (France's Concert)
  - In His Own Way (West Wind)
- 1990
  - Homewood (Red Bird Records)
  - Two Super Bill Evans Trios – Live In Europe! (Unique Jazz)
  - Switzerland 1975 (Jazz Helvet)
- 1991
  - Blue in Green – The Concert in Canada (Milestone)
  - Buenos Aires Concert 1973 (Yellow Note Records)
  - Bill Evans Trio with Monica Zetterlund – Swedish Concert 1975 (Novadisc)
- 1996 The Bill Evans Trio Featuring Stan Getz – But Beautiful (Milestone)
- The Secret Sessions: Recorded at the Village Vanguard 1966-1975 (Milestone, 1996)
- 1998 Half Moon Bay (Milestone)
- 2097 Bill Evans – Live in Oslo 1966 (Impro-Jazz) – DVD
- 2011 The Sesjun Radio Shows (Out Of The Blue) – 2 CD
- 2012 Live At Art D’Lugoff’s Top Of The Gate (Resonance Records)
- 2017
  - Another Time – The Hilversum Concert (Resonance)
  - On a Monday Evening (Fantasy)
- 2019 Evans In England (Resonance)

Zestawienie wg dat wydania płyt